# كلارك
كلارك (داكوتا الجنوبية) (بالإنجليزية: Clark, South Dakota)‏ هي مدينة و مقر المقاطعة تقع في الولايات المتحدة في مقاطعة كلارك، داكوتا الجنوبية. يقدر عدد سكانها بـ 1,139 نسمة ومساحتها 3.32 كم2 وترتفع عن سطح البحر 548 متر.

## التركيبة السكانية
قام مكتب تعداد الولايات المتحدة بتحديد بيانات التركيبة السكانية لكلاركفي تعداد الولايات المتحدة. في ما يلي، التركيبة السكانية حسب تعدادي 2000 و2010.

### تعداد عام 2000
بلغ عدد سكان كلارك 1,285 نسمة بحسب تعداد عام 2000، وبلغ عدد الأسر 558 أسرة وعدد العائلات 334 عائلة مقيمة في المدينة. في حين سجلت الكثافة السكانية 979.3 نسمة لكل ميل مربع (378.1/كم2). وبلغ عدد الوحدات السكنية 632 وحدة بمتوسط كثافة قدره 481.6 نسمة لكل ميل مربع (185.9/كم2).
وتوزع التركيب العرقي للمدينة بنسبة 98.68% من البيض و 0.39% من الأمريكيين الأصليين و 0.31% من الأمريكيين ذوي الأصول الآسيوية و 0.23% من الأمريكيين الأفارقة و 0.31% من عرقين مختلطين أو أكثر.
بلغ عدد الأسر 558 أسرة كانت نسبة 24.0% منها لديها أطفال تحت سن الثامنة عشر تعيش معهم، وبلغت نسبة الأزواج القاطنين مع بعضهم البعض 50.7% من أصل المجموع الكلي للأسر، ونسبة 6.6% من الأسر كان لديها معيلات من الإناث دون وجود شريك، وكانت نسبة 40.1% من غير العائلات. تألفت نسبة 37.5% من أصل جميع الأسر من أفراد ونسبة 24.2% كانوا يعيش معهم شخص وحيد يبلغ من العمر 65 عاماً فما فوق. وبلغ متوسط حجم الأسرة المعيشية 2.90، أما متوسط حجم العائلات فبلغ 2.19.
بلغ العمر الوسطي للسكان 47 عاماً. وكانت نسبة 22.8% من القاطنين تحت سن الثامنة عشر، وكانت نسبة 4.4% بين الثامنة عشر والأربعة وعشرون عاماً، ونسبة 19.9% كانت واقعةً في الفئة العمرية ما بين الخامسة والعشرون حتى والأربعة وأربعون عاماً، ونسبة 23.1% كانت ما بين الخامسة والأربعون حتى الرابعة والستون، ونسبة 29.7% كانت ضمن فئة الخامسة والستون عاماً فما فوق. يوجد لكل 100 أنثى 84.1 ذكر، ويوجد لكل 100 أنثى في الثامنة عشر من عمرها فما فوق 80.4 ذكر.
بلغ متوسط دخل الأسرة في المدينة 29,432 دولار، أما متوسط دخل العائلة فبلغ 39,167 دولار. وكان متوسط دخل الذكور 26,771 دولار مقابل 17,868 دولار للإناث. وسجل دخل الفرد الخاص بالمدينة 14,758 دولار. وكانت نسبة 6.3% من العائلات ونسبة 9.1% من السكان تحت خط الفقر، وكان من هؤلاء نسبة 7.0% تحت سن الثامنة عشر ونسبة 18.8% في الخامسة والستين من العمر وما فوق.

### تعداد عام 2010
بلغ عدد سكان كلارك 1,139 نسمة بحسب تعداد عام 2010، وبلغ عدد الأسر 552 أسرة وعدد العائلات 306 عائلة مقيمة في المدينة. في حين سجلت الكثافة السكانية 889.8 نسمة لكل ميل مربع (343.6/كم2). وبلغ عدد الوحدات السكنية 627 وحدة بمتوسط كثافة قدره 489.8 لكل ميل مربع (189.1/كم2).
وتوزع التركيب العرقي للمدينة بنسبة 98.5% من البيض و 0.2% من الأمريكيين ذوي الأصول الآسيوية و 0.1% من الأمريكيين الأفارقة و 1.0% من عرقين مختلطين أو أكثر.
بلغ عدد الأسر 552 أسرة كانت نسبة 19.2% منها لديها أطفال تحت سن الثامنة عشر تعيش معهم، وبلغت نسبة الأزواج القاطنين مع بعضهم البعض 46.4% من أصل المجموع الكلي للأسر، ونسبة 6.0% من الأسر كان لديها معيلات من الإناث دون وجود شريك، بينما كانت نسبة 3.1% من الأسر لديها معيلون من الذكور دون وجود شريكة وكانت نسبة 44.6% من غير العائلات. تألفت نسبة 40.6% من أصل جميع الأسر من أفراد ونسبة 24.1% كانوا يعيش معهم شخص وحيد يبلغ من العمر 65 عاماً فما فوق. وبلغ متوسط حجم الأسرة المعيشية 2.68، أما متوسط حجم العائلات فبلغ 1.99.
بلغ العمر الوسطي للسكان 51.5 عاماً. وكانت نسبة 18.8% من القاطنين تحت سن الثامنة عشر، وكانت نسبة 3.7% بين الثامنة عشر والأربعة وعشرون عاماً، ونسبة 20.1% كانت واقعةً في الفئة العمرية ما بين الخامسة والعشرون حتى والأربعة وأربعون عاماً، ونسبة 24.8% كانت ما بين الخامسة والأربعون حتى الرابعة والستون، ونسبة 32.7% كانت ضمن فئة الخامسة والستون عاماً فما فوق. وتوزع التركيب الجنسي للسكان بنسبة 47.1% ذكور و52.9% إناث.